# I Killed the Prom Queen
I Killed the Prom Queen es una banda australiana de metalcore proveniente de Adelaida, formada en 2000 y separada en 2007, posteriormente se han vuelto a reunir en el 2011. Han lanzado hasta el momento tres álbumes de larga duración, dos EP, y un split con Parkway Drive.

## Historia

### Formación yChoose to Love, Live or Die(2000–2002)
I Killed the Prom Queen fue fundada en Adelaida, en el sur de Australia a finales de 2000, con la alineación original Ben Engel en el bajo, Simon O'Gorman en la guitarra, JJ Peters (Josef John W Peters) en la batería, Austin H en la voz, y Jona Weinhofen en la guitarra.
En 2002 lanzan el EP Choose to Love, Live or Die que contiene cuatro canciones que posteriormente serían regrabadas para el tercer EP Your Past Comes Back to Haunt You.

### Split con Parkway Drive yWhen Goodbye Means Forever(2003–2005)
En mayo, Final Prayer Records lanza el EP I Killed the Prom Queen / Parkway Drive: Split CD con dos canciones de I Killed the Prom Queen (Homicide Documentaries y Death Certificate for a Beauty Queen) y dos de Parkway Drive.
En septiembre, la alineación conformada por Cameron, Crafter, Kennedy, Peters y Weinhofen, graban su álbum debut When Goodbye Means Forever... a través de la discográfica australiana 'Resist Records, finalmente fue lanzado en diciembre. Fue producido por Dan Jones.

### Music for the Recently Deceased(2005–2006)
En agosto de 2005, la banda viaja a Suecia para grabar su segundo álbum de larga duración Music for the Recently Deceased. A finales de 2005 la banda había terminado de grabar el álbum, pero tiempo después, el vocalista Michael Crafter fue despedido y  reemplazado inmediatamente, y decidieron regrabar las voces del álbum con el nuevo vocalista. El álbum fue lanzado del 31 de julio de 2006-

### Separación y Say Goodbye Tour (2007–2008)
En enero de 2007, el vocalista Butcher, viaja de regreso a su país natal, en Reino Unido. La banda anuncia que Butcher había abandonado la banda debido a la nostalgia de estar lejos de su país, tiempo después se uniría a la banda de metalcore Eternal Lord. Tyrone Ross de la banda Mourning Tide, sustituye temporalmente el puesto de vocalista durante el tour que llevaban por Japón. Colin Jeffs vocalista en ese entonces de Heavens Lost (ahora en Aversions Crown), toma el puesto de vocalista durante el tour Europeo con Bleeding Through, All Shall Perish, Caliban, entre otras.
En abril, la banda anuncia su separación debido a que no encontraban vocalista de tiempo completo y Weinhofen se había unido a la banda de metalcore Bleeding Through. En mayo relanzan su álbum Music For The Recently Deceased. En noviembre lanzan el DVD/CD Sleepless Nights and City Lights de su presentación en vivo en Adelaida. La banda anuncia un show de despedida en Brisbane el 8 de junio de 2008.

### Reunión yBeloved(2011–presente)
En marzo de 2011, la banda anuncia una gira de reunión con bandas como The Amity Affliction, Deez Nuts, y Of Mice & Men, tiempo después anuncian la incorporación de Jamie Hope (ex-The Red Shore) como vocalista. Al mismo tiempo, Jona Weinhofen no abandona a Bring Me The Horizon y decide tocar en ambas bandas.
A principios de 2012 Jona Weinhofen confirma que estaban escribiendo material de un nuevo álbum, a finales de ese año entran al estudio de grabación.
La banda confirma tres fechas en el Reino Unido en julio, las fechas coincidían con las fechas del Sonisphere Festival, sin embargo, el festival tuvo que ser cancelado.
El 21 de agosto de 2012, la banda lanza una nueva canción titulada Memento Vivere a través de un vídeo musical en YouTube. El vídeo se grabó en una presentación en vivo de la gira reciente por Europa. Fue la primera canción con Jamie Hope como vocalista.
La banda se une a la gira Atlas Tour de Parkway Drive a finales de 2012. En enero de 2013, Weinhofen abandona Bring Me The Horizon para incorporarse de tiempo completo a I Killed the Prom Queen. En marzo, la banda anuncia la salida de JJ Peters para enfocarse en su otra banda Deez Nuts. Fue reemplazado por Shane O'Brien, exintegrante de Confession y de Buried In Verona. Esto provocó que Jona Weinhofen fuera el único integrante original.
En julio de 2013 Sean Kennedy, a través de su cuenta de Instagram, anuncia su salida de la banda. Benjamin Coyte (ex-Day Of Contempt, Carpathian y actualmente vocalista en Trenches) reemplaza a Kennedy y toca en su primer show con la banda en el festival Resurrection Fest en 2013.
Tiempo después, la banda anuncia que había firmado con la discográfica Epitaph Records y anuncian la fecha de lanzamiento del álbum Beloved será el 14 de febrero de 2014 en Australia, el 17 de febrero en Estados Unidos y el 18 de febrero en Reino Unido. El 3 de diciembre de 2013 lanzan el nuevo sencillo To The Wolves. El 14 de enero de 2014 lanzan el vídeo de la canción Thirty One & Sevens a través del canal de YouTube de su discográfica Epitaph Records.

## Integrantes

### Miembros actuales
- Jona Weinhofen - guitarra, voz de respaldo (2000–2007, 2008, 2011–presente)
- Jamie Hope - voz principal (2011–presente)
- Kevin Cameron - guitarra (2002–2007, 2008, 2011–presente)
- Benjamin Coyte - bajo, voz de respaldo (2013–presente)
- Shane O'Brien - batería (2013–presente)

### Miembros anteriores
- Michael Crafter – voz de respaldo (2000–2006, 2008)
- Ed Butcher - voz principal (2006–2007)
- Ben Engel - bajo (2000–2002)
- Leaton Rose - bajo (2002–2003)
- Simon O'Gorman - guitarra (2001–2002)
- Lee Stacy - voz (2000–2002)
- Cain Kapetanakis - guitarra (2000–2001)
- Sean Kennedy – bajo (2003–2007, 2008, 2011–2013)
- JJ Peters - Batería (2000–2007, 2008, 2011–2013)

## Discografía

### Álbumes de estudio
- When Goodbye Means Forever... (2003)
- Music for the Recently Deceased (2006)
- Beloved (2014)

### EP
- Choose to Love, Live or Die (2002)
- Your Past Comes Back to Haunt You (2005)

### Álbumes compartidos
- I Killed The Prom Queen / Parkway Drive: Split CD (2003)

### DVD/CD
- Sleepless Nights and City Lights (2008)